# Secarejo
Secarejo es una localidad del municipio leonés de Cimanes del Tejar, en la Comunidad Autónoma de Castilla y León. El pueblo se encuentra en el centro del municipio, próximo al río Órbigo. Se accede a la localidad a través de la carretera LE-420. La iglesia del pueblo está dedicada a San Juan Degollado.

## Localidades limítrofes
Confina con las siguientes localidades:
- Al norte con Villarroquel.
- Al sur con Azadón.
- Al suroeste de Llamas de la Ribera.
- Al oeste con San Román de los Caballeros.
- Al noroeste con Santiago del Molinillo.

## Demografía
Evolución de la población
| Gráfica de evolución demográfica de Secarejo entre 2000 y 2017     |
|                                                                    |
| Población de derecho (2000-2017) según el padrón municipal del INE |

## Historia
Así se describe a Secarejo en el tomo XIV del Diccionario geográfico-estadístico-histórico de España y sus posesiones de Ultramar, obra impulsada por Pascual Madoz a mediados del siglo XIX:

Lugar en la provincia y partido judicial de León (3 ½ leguas), diócesis de Oviedo, audiencia territorial y capitanía general de Valladolid, ayuntamiento de Velilla de la Reina. Situado en llano a la margen izquierda del río Luna; su clima es bastante sano. Tiene 18 casas; iglesia parroquial (San Juan Degollado) servida por un cura de ingreso y patronato real; una ermita propiedad del vecindario y buenas aguas potables. Confina con Azadón, Villarroquel y el río Luna. El terreno es de buena y mediana calidad, y le fertilizan las aguas del mencionado Luna. Los caminos son locales. Producciones: trigo, centeno, cebada, legumbres, lino, frutas, hortaliza y pasos para el ganado que cría. Población: 18 vecinos, 73 almas. Contribución: con el ayuntamiento.
Diccionario geográfico-estadístico-histórico de España y sus posesiones de Ultramar